# تريسي هاريس باترسون
تريسي هاريس باترسون (بالإنجليزية: Tracy Harris Patterson)‏ مواليد 26 ديسمبر 1964 في ألاباما، هو ملاكم أمريكي سابق صنّف ضمن فئة وزن الريشة بدأ مسيرته الاحترافية سنة 1985.

## إحصائيات
خاض خلال مسيرته 73 نزالا، فاز في 63 وتعادل في 2 وخسر في 8. فاز بالضربة القاضية في 43 نزالا.

## روابط خارجية
- تريسي هاريس باترسون على موقع بوكس ريك (الإنجليزية) (registration required)